# El salario del crimen
El salario del crimen és una pel·lícula espanyola policíaca de cinema negre estrenada el 26 de desembre de 1964, dirigida per Julio Buchs García i protagonitzada en els papers principals per Arturo Fernández, Françoise Brion, José Bódalo i Manuel Alexandre.
La pel·lícula va aconseguir la tercera posició en l'elecció de la millor pel·lícula als Premis del Sindicat Nacional de l'Espectacle de 1964.

## Sinopsi
Mario, fill d'un comissari de policia mort en acte de servei, és un honrat i eficaç detectiu de policia, amb uns valors i principis irreprotxables. Durant el transcurs d'una recerca de l'assassinat d'un company de treball, coneix a l'atractiva i ambiciosa Elsa i entre tots dos comença una il·lícita i apassionada aventura amorosa. A partir de llavors, els sòlids principis de Mario trontollen i la seva vida es transforma per complet, en sotmetre's al costós tren de vida d'Elsa, amant de la vida luxosa.

## Repartiment
- Arturo Fernández com Mario.
- Françoise Brion com Elsa.
- José Bódalo com Vílchez – Comissari de policia.
- Manuel Alexandre com Jaime "Abuelito".
- Manuel Díaz González com Ruiz – Secretari del banc.
- Alberto Dalbes com Daniel, germà de Elsa.
- Tomás Blanco com a Sáez - el caixer.
- José María Caffarel com Director del banc.
- Milo Quesada com policia.
- Irene Daina com Amalia.
- Margot Cottens com clienta d'Elsa.
- Jacinto San Emeterio com Ramiro.
- Vicente Haro
- Belinda Corel com empleada de Elsa.
- José Franco com propietari del tablao flamenco.
- Luis Marín com Alberto – cambrer del tablao flamenco.
- Lola del Pino com Marta.
- José Sepúlveda com venedor de cotxes.
- Goyo Lebrero com home que xiula en ascensor.
- Rufino Inglés
- Pilar Gómez Ferrer com dona que confon Jaime amb el reparador de Telefónica.
- Víctor Israel com	 delinqüent interrogat.
- Adolfo Torrado
- Emilio Rodríguez com policia de l'aeroport.
- Luis Sánchez Polack com "El adonis".
- Antonio Riquelme com home al qui la policia demana informació.
- José Álvarez "Lepe"